# Жарик Леон
Жарик Леон (шп. Zharick León) колумбијска је глумица.
Рођена је 17 новембра 1974. у Картахени. У Боготу, први пут долази као службеник једног часописа. Убрзо одлучује да се посвети глуми. Прве улоге је добила захваљујући свом изгледу, али је то време одавно прошло и доказала се као глумица и на филму и на ТВ серијама.
Са глумцем Мартином Карпаном, са којим је била три године у браку, има сина Лусијана.

## Филмографија
| Година:   | Српски назив:    | Оригинални назив: | Улога:                | Жанр:      |
| --------- | ---------------- | ----------------- | --------------------- | ---------- |
| 2012.     | /                |                   | Сара Мендоса          | ТВ серија  |
| 2012.     | /                |                   | Индира                | ТВ серија  |
| 2010.     | /                |                   | Катарина Салаваријета | теленовела |
| 2009-2010 | /                |                   | Бела Сепеда           | теленовела |
| 2007.     | /                |                   | Лилијана Ерера        | теленовела |
| 2006.     | Бела удовица     |                   | Илуминада Урбина      | теленовела |
| 2005.     | /                |                   | Лина Фореро           | теленовела |
| 2004.     | /                |                   | Дора Лара             | теленовела |
| 2003-2004 | Скривене страсти |                   | Росарио Монтес        | теленовела |
| 2003.     | /                |                   | Лаура                 | теленовела |
| 2000.     | /                |                   | Соледад Ривас         | теленовела |
| 1999.     | /                |                   | Маргарита, Маргара    | теленовела |
| 1998.     | /                |                   | Викторија             | теленовела |
| 1997.     | /                |                   | Каролина Урданета     | теленовела |